# Lespezi (dorp)
Lespezi is een dorp in in de gelijknamige comună in het district Iaşi in Roemenië. 

## Geboren
- David Wechsler (1896-1981), psycholoog